# 14 Herculis b
14 Herculis b ist ein Exoplanet, der den Hauptreihenstern 14 Herculis umkreist. Auf Grund seiner hohen Masse wird angenommen, dass es sich um einen Gasplaneten handelt. Zum Zeitpunkt seiner Entdeckung im Jahr 1998 war er der Exoplanet mit der größten Umlaufzeit, inzwischen sind aber weitere extrasolare Planeten mit längeren Umlaufzeiten nachgewiesen worden. 2005 wurde mit 14 Herculis c ein zweiter Planet im 14 Herculis-System vorgeschlagen, welcher aber nicht als bestätigt gilt.

## Entdeckung
Der Planet wurde indirekt durch periodische Frequenzverschiebungen des Zentralgestirns (Radialgeschwindigkeitsmethode) mit dem ELODIE-Spectrograph in Südfrankreich nachgewiesen. Die Entdeckung wurde beim 4. „Protostars and Planets“-Meeting durch die Arbeitsgruppe von Michel Mayor 1998 bekanntgegeben.

## Bahneigenschaften
Der Planet umkreist seinen Stern in einer Entfernung von ca. 2,77 Astronomischen Einheiten alle 1773,4 Tage. Seine Bahn zeigt mit fast 37 % eine hohe Exzentrizität.

## Physikalische Eigenschaften
14 Herculis b hat eine Mindestmasse von ca. 1500 Erdmassen bzw. 4,64 Jupitermassen. Die genaue Masse ist aufgrund der ungewissen Bahnneigung derzeit nicht sicher festlegbar. Astrometrische Messungen des Hipparcos-Satelliten, denen zufolge die Bahnneigung 155,3° beträgt (was eine tatsächliche Masse von mehr als 11 Jupitermassen bedeutet hätte) wurden später als unzureichend genau disqualifiziert.
Aktuell gilt der Wert für die Masse weiterhin.

## Direkte Beobachtung
Wegen seiner großen Entfernung zu seinem Stern und der geringen Entfernung des 14 Hercules-Systems zur Sonne wäre er ein aussichtsreicher Kandidat für eine direkte Beobachtung.